# Richard Sezibera
Richard Sezibera (Kigali, Ruanda, 5 de juny de 1964) és un metge, diplomàtic i polític ruandès, ministre d'afers exteriors des del 18 d'octubre de 2018, en substitució de Louise Mushikiwabo.
Prèviament, havia estat el 4t Secretari General de la Comunitat de l'Àfrica Oriental. Va ser nomenat pel càrrec pels caps d'Estat de la Comunitat de l'Àfrica Oriental el 19 d'abril de 2011 per a un mandat de cinc anys. El seu mandat va acabar el 26 d'abril de 2016, quan Libérat Mfumukeko de Burundi, esdevingué el 5è Secretari General de la Comunitat de l'Àfrica Oriental. Està casat amb Eustochie Agasaro Sezibera i és pare de cinc fills.

## Primers anys i educació
Sezibera va néixer el 5 de juny de 1964, a Kigali, Ruanda. Sezibera va rebre la seva educació primària a Burundi. El 1984 va ingressar a l'Escola Mèdica Universitària Makerere a Kampala, Uganda, on es va graduar en Medicina i Cirurgia en 1989. Més tard, va obtenir un màster en Estudis liberals a la Universitat de Georgetown als Estats Units.

## Experiència laboral
Després de la seva graduació a la Universitat Makerere, va treballar a l'Hospital Mbuya de Kampala, Uganda, abans de traslladar-se a l'Hospital Regional de Mbale, regió de l'Est d'Uganda, on va treballar al Departament d'Obstetrícia i Ginecologia.
En 1990 es va unir al Front Patriòtic Ruandès / Exèrcit Patriòtic Ruandès (FPR/EPR) com a oficial mèdic de camp. Va obtenir el rang de major dins de l'EPR el 1993. En juliol de 1994 el dr. Sezibera va ser nomenat "Metge del President de la República de Ruanda". En aquesta posició, va exercir com a ajudant militar del president de Ruanda.
En 1995 es va convertir en diputat del Parlament. Va ser elegit president de la Comissió Parlamentària d'Afers Socials, que supervisa els mandats dels departaments del govern per tractar qüestions relacionades amb la salut. El 1999, va ser nomenat ambaixador de Ruanda als Estats Units d'Amèrica, amb acreditació concurrent a Mèxic, Argentina i Brasil.
Va servir a l'Oficina del President de Ruanda com enviat especial a la regió dels Grans Llacs d'Àfrica i com a assessor sènior del president de Ruanda. També va ser president del Mecanisme de Coordinació Nacional de Ruanda. Va contribuir al primer pacte sobre la seguretat, l'estabilitat i el desenvolupament a la regió dels Grans Llacs africans. També va ser president de la comissió de Ruanda en la integració regional, comitè d'alt nivell que va conduir al desenvolupament de la comunitat de l'Àfrica Oriental. El 2008, el Dr. Sezibera va ser nomenat ministre de Salut al gabinet ruandès, càrrec que va ocupar fins a 2011.
En 2011 va ser nomenat secretari general de la Comunitat de l'Àfrica Oriental, a la Cimera de Caps d'Estats celebrada a Dar es Salaam el 19 d'abril de 2011. Durant el seu mandat també va ser el president del grup de treball tripartit COMESA - SADC - EAC on va liderar les negociacions de l'acord tripartit de lliure comerç (TFTA). El TFTA va ser signat pels caps d'estat i caps de govern el 2015.
A nivell professional, Sezibera és membre de l'Associació Mèdica de Ruanda i membre de l'Institut d'Estudis Avançats en Humanitats de la Universitat d'Edimburg, Escòcia. Va ser vicepresident de l'Assemblea General de l'Organització Mundial de la Salut i va ser president de la comissió regional de l'OMS a Àfrica. Va treballar com a comissionat de la Comissió del Secretari General de l'ONU de Responsabilitat per a la Dona i la Salut dels nens. És membre de Global Alliance for Vaccine (GAVI), primer com a ministre de salut de Ruanda, i després a nivell individual.